# ملابس علوية

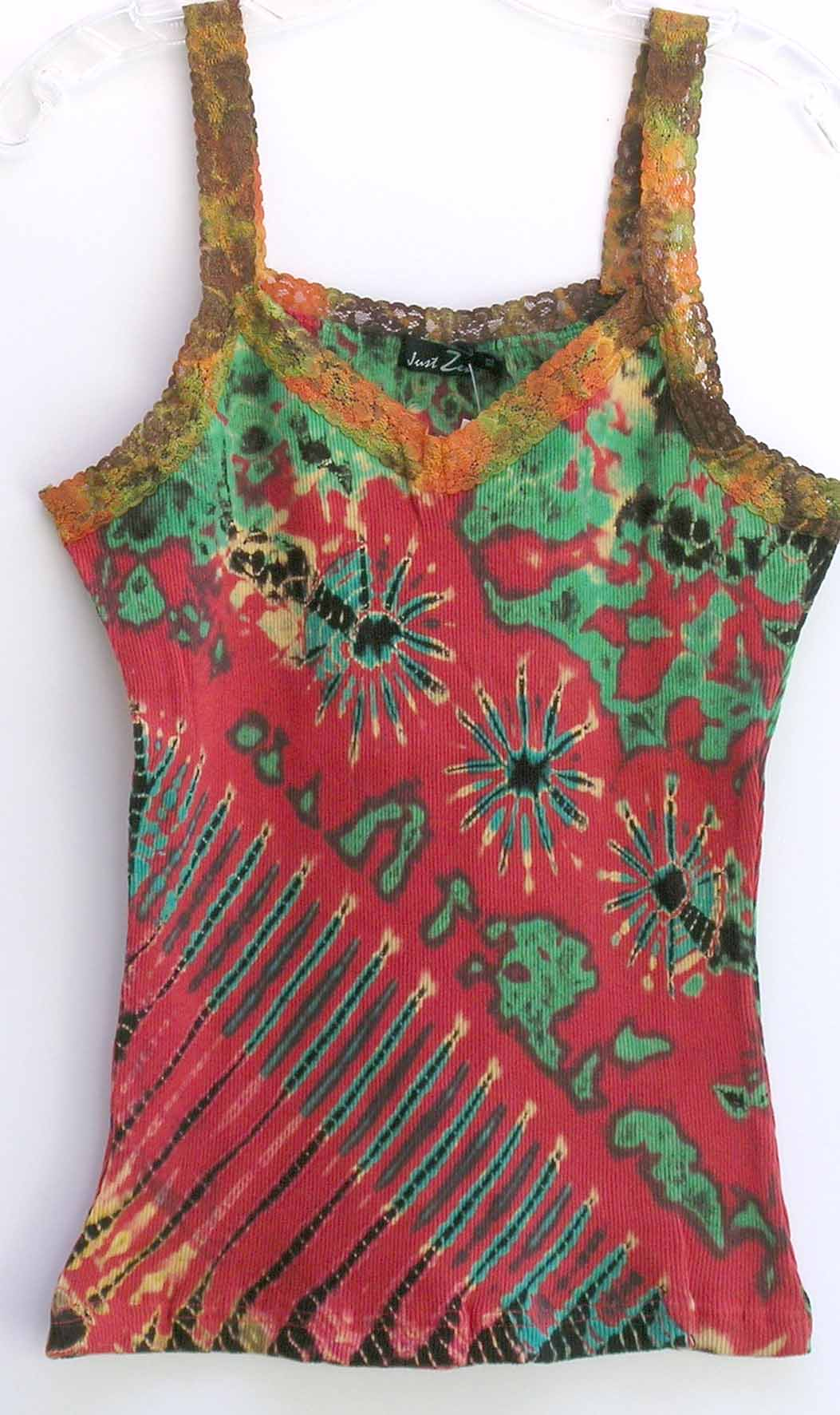

الملابس العُلويّة هي ملابس تغطى الجزء العلوي من جسم الإنسان، من الرقبة حتى الخصر، وخاصة بالنسبة للنساء. الملابس علوية تكون أحيانا قصيرة تصل لمنتصف الجذع، وأحيانا أخرى طويلة تصل لمنتصف الفخذ. بالنسبة للرجال عادة ما يرتدون الملابس العلوية مع البنطال، أما النساء فيرتدينها مقرونة بالسراويل أو التنورات. الأنواع الشائعة من الملابس العلوية هي التي شيرت والبلوزات والقمصان.

## الأنواع
- تي شيرت : له أكمام.
- بدون أكمام

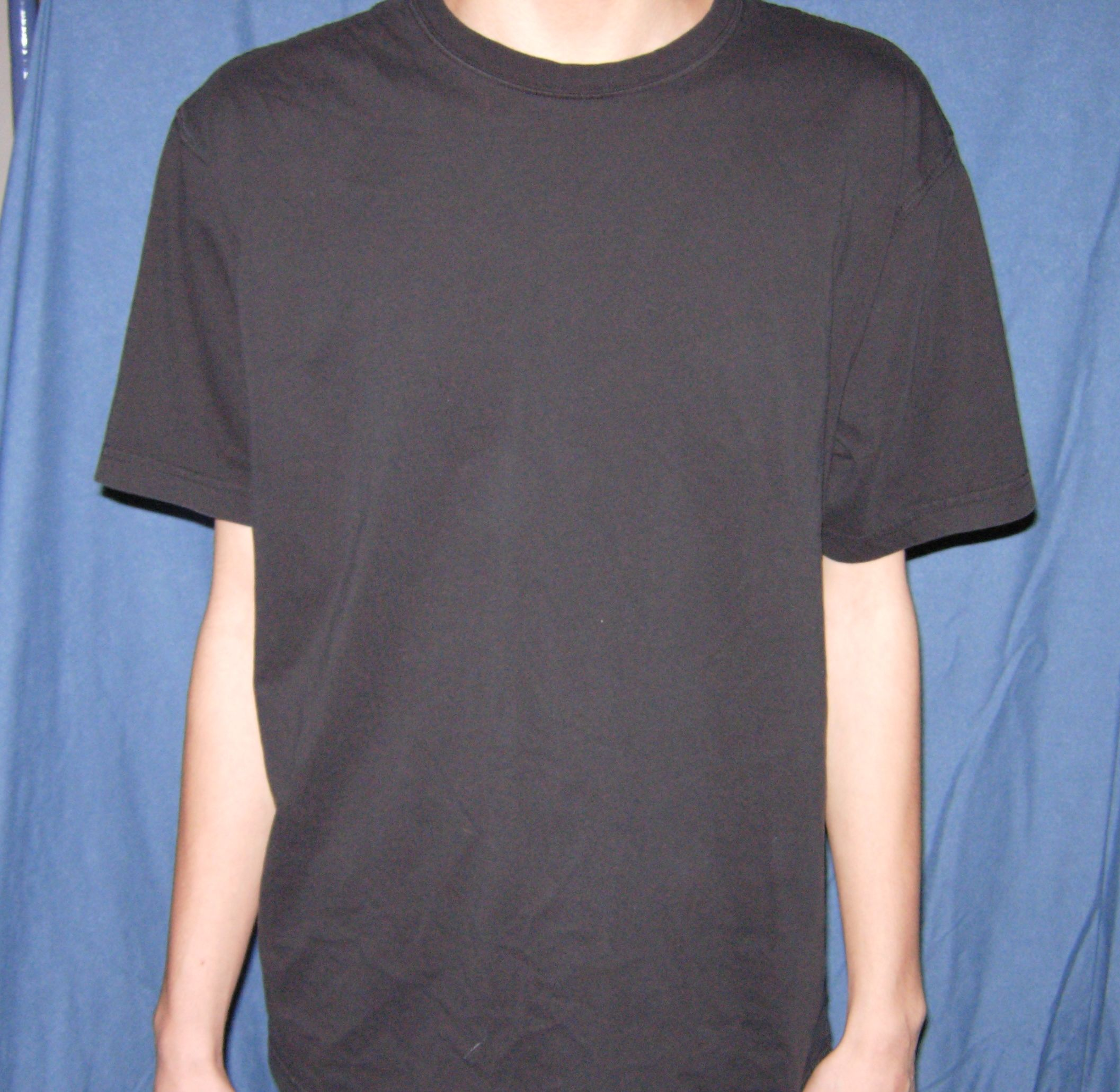

- القصير : بدون الجزء السفلى منه، بحيث يظهر جزء من الجسم.
- قميص بدون ياقة
- بدون أكمام أو ياقة